# Palle Svensson
Palle Svensson (* 4. Februar 1944 in Herning) ist ein dänischer Politikwissenschaftler und Hochschullehrer.

## Leben und Wirken
Palle Svensson studierte Politikwissenschaft an der Universität Aarhus und legte dort 1972 sein Examen zum „cand. scient. pol.“ ab. Bis 1976 lehrte er dort als wissenschaftlicher Assistent für Politikwissenschaft, bis 1999 als Dozent. Im Jahre 2001 wurde er zum Professor ernannt, nachdem er 1996 den Doktorgrad erworben hatte (er kommt in Dänemark einer Habilitation gleich) und trat 2012 in den Ruhestand.
Svensson beschäftigt sich in seinen Veröffentlichungen vor allem mit Demokratietheorie, direkter Demokratie und dem Verhältnis Dänemarks zur Europäischen Union.

## Veröffentlichungen (Auswahl)
Monographien
- Theories of democracy. The Brno lectures. Department of Political Science. Aarhus 1995.
- Demokratiets krise? En debat- og systemanalyse af dansk politik i 1970'erne. Politica, Aarhus 1996, ISBN 87-7335-086-9 (= Dissertation Universität Aarhus).
- (mit Jean Blondel u. Richard Sinnott): People and parliament in the European Union. Clarendon Press, Oxford 1998, ISBN 0-19-829308-9.
- Folkets love. Folkeafstemninger om danske grundlover. Aarhus Universitetsforlag, Aarhus 2024, ISBN 978-87-7597-029-2.

Aufsätze
- Support for the Danish Social Democratic Party 1928–1939. Growth and Response. In: Scandinavian political studies, Bd. 9 (1974), S. 127–146.
- The Lowering of the Voting Age in Denmark. The Referendum von September 1978. In: Scandinavian political studies, N.F., Bd. 2 (1979), S. 65–72.
- Class, party and ideology. A Danish case study of electoral behaviour in referendums. In: Scandinavian political studies, N.F., Bd. 7 (1984), S. 175–196.
- Stability, Crisis and Breakdown: Some Notes on the Concept of Crisis in Political Analysis. In: Scandinavian political studies, N.F., Bd. 9 (1986), S. 129–139.
- (mit Erik Damgaard): Who governs? Parties and policies in Denmark. In: European journal of political research, Bd. 17 (1989), S. 731–745.

- (mit Lise Togeby): The political mobilisation of the new middle class in Denmark during the 1970s and 1980s. In: West European politics, Bd. 14 (1991), S. 149–168.
- The Danish Yes to Maastricht and Edinburgh. The EC Referendum of May 1993. In: Scandinavian political studies, N.F., Bd. 17 (1994), S. 69–82.
- (mit Karen Siune u. Ole Tonsgaard): The European Union. The Danes said „No“ in 1992 but „Yes“ in 1993. How and Why? In: Electoral Studies, Bd. 13 (1994), S. 107–116.
- (mit Jean Blondel u. Richard Sinnott): Representation and voter participation. In: European journal of political research, Bd. 32 (1997), S. 243–272.
- (mit Jørgen Elklit): What Makes Elections Free and Fair? In: Journal of democracy, Bd. 8 (1997), S. 32–46.
- The Danes and direct democracy. In: Erik Beukel (Hrsg.): Elites, parties and democracy. Festschrift for Mogens N. Pedersen. Odense University Press, Odense 1999, S. 247–264, ISBN 87-7838-506-7.
- Five Danish referendums on the European Community and European Union. A critical assessment of the Franklin thesis. In: European journal of political science, Bd. 41 (2002), S. 733–750.
- Voting behaviour in the European constitution process. In: Zoltán Tibor Pállinger (Hrsg.): Direct democracy in Europe. Developments and prospects. VS Verlag für Sozialwissenschaften, Wiesbaden 2007, S. 163–173, ISBN 3-531-15512-1.
- Concepts of democracy and judicial review. In: Nordisk tidsskrift for menneskerettigheter, Bd. 27 (2009), S. 208–220.
- Denmark. Fragments of local direct democracy. In: Theo Schiller (Hrsg.): Local direct democracy in Europe. VS Verlag für Sozialwissenschaften, Wiesbaden 2011, ISBN 978-3-53118250-6, ISBN 3-531-18250-1.
- EU treaty referendums in Ireland and Denmark. A comparative analysis of different conceptions of sovereignty and their democratic implications. In: Johan A. Elkink (Hrsg.): The act of voting. Routledge, London 2016, S. 101–115, ISBN 978-1-138-84201-4.
- Views on referendums. Is there a pattern? In: Laurence Morel (Hrsg.): The Routledge handbook to referendums and direct democracy. Routledge, London 2018, S. 91–106, ISBN 978-1-1382-0993-0.
- The Irish and Danish 1972 Referendums on EC Accession. In: Julie Smith (Hrsg.): The Palgrave handbook on European referendums. Palgrave Macmillan, Cham 2021, S. 429–448, ISBN 978-3-030-55802-4.
- Issue Voting in Danish EU Referendums. In: Ebd., S. 695–710.

Außerdem zahlreiche Fachaufsätze in dänischer Sprache.